# 東皐心越
東皐心越（とうこう しんえつ、崇禎12年（1639年） - 元禄9年9月30日（1696年10月25日））は、江戸時代初期に中国から渡来した禅僧。
俗姓は蒋氏、名は初め兆隠のちに興儔、心越は字、東皐は号で別号に樵雲・越道人がある。
詩文・書画・篆刻など中国の文人文化、なかんずく文人の楽器である古琴を日本に伝え、日本の琴楽の中興の祖とされる。また独立性易とともに日本篆刻の祖とされる。

## 略歴

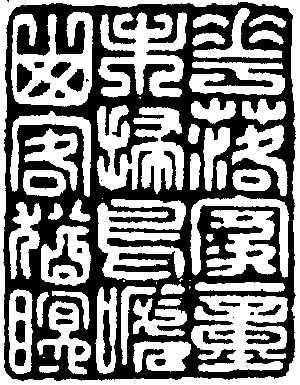
東皐心越の印章

明国浙江省浦江県で生まれる。幼くして仏門に帰依し呉門の報恩寺において寿昌無明の法嗣となる。
1676年、清の圧政から逃れるため中国杭州の西湖にあった永福寺を出て日本に亡命。薩摩に入る。
澄一禅師の招聘によって延宝9年（1681年）に長崎の興福寺に住す。黄檗山萬福寺の木庵を訪ねるなど各地を遊歴。外国人でありながら日本国内を旅行したため、清の密偵と疑われ長崎に幽閉される。
天和3年（1683年）、水戸藩の徳川光圀の尽力により釈放。水戸にわたり、天徳寺に住し篆刻や古琴を伝える。
元禄7年（1694年）、発病。翌年、江戸の菊坂長泉寺、相州塔之沢温泉などで療養するも回復せず、天徳寺に戻ると同年9月に示寂した。享年58。
正徳2年（1712年）、天徳寺は河和田村に移されるとともに跡地は寿昌山祇園寺と改め、心越をもって開基とし寺領100石を受けた。祇園寺には儒学者人見竹洞などとの書簡が残されている。
心越の禅風は明代中国禅の特徴である念仏兼修であった。また心越自身も黄檗僧との交流が深かった。このため心越を黄檗宗とする資料も多いが、法系上は曹洞宗に属する。日本曹洞宗の開祖道元とは別系であり、心越の法孫は曹洞宗寿昌派を称した。
寿昌派は祇園寺を本山として法脈を伝えたが明治維新後、道元系の曹洞宗に合同した。
没後まもない元禄10年（1697年）、酒井忠挙によって達磨寺（群馬県高崎市）の開山とされる（実際には東皐心越の弟子の天湫法澧が水戸から請じられた）。

## 著書
著書に、琴の楽譜集『東皐琴譜』など。

## 弟子
篆刻の弟子といえる榊原篁洲や松浦静軒らはその門弟と初期江戸派を形成している。

## エピソード
心越が明の永福寺にいる頃。ある日年老いた漁師が訪れ「昨日西湖で網を打つも魚は一匹も獲れず、ただこの印のみを獲た。必要ないので和尚に進ぜよう」という。見ればそれは関将軍の用いた古銅印だった。心越は吉祥と喜び終生その印を佩帯した。これは今も祇園寺に伝わっているという。

## 東皐心越が登場するテレビドラマ
- 水戸黄門第29部 第6話「危機一髪!影武者大作戦・高崎」（2001年）東皐心越禅師/山田吾一